# Arboretum Lussich

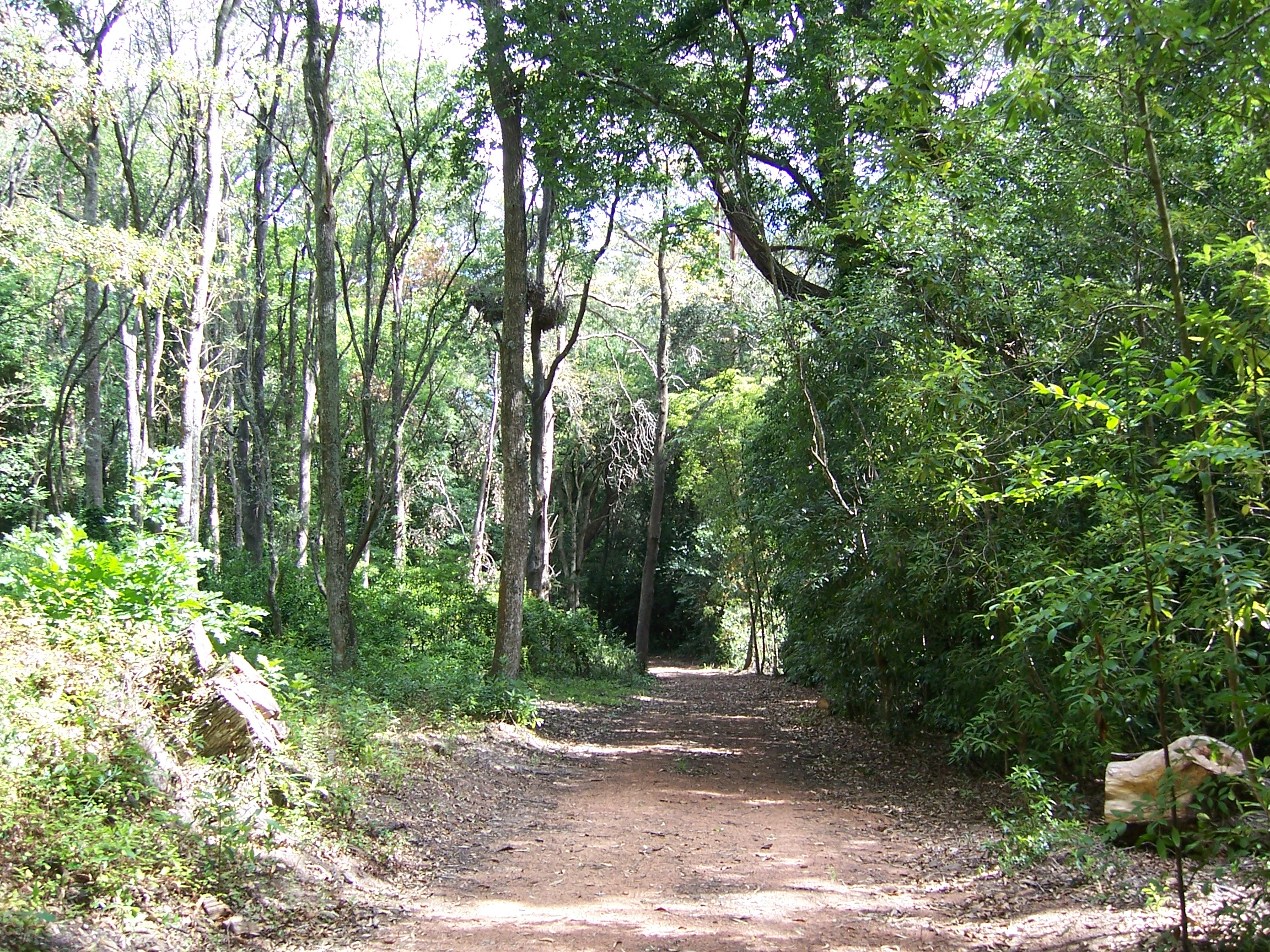
Vista del camino de regreso a la casona, antes de pasar por la Pileta de las Lavanderas.

El Arboretum Lussich es un arboreto de 192 ha de extensión, que se encuentra en el departamento de Maldonado en Uruguay.

## Localización
El arboretum Lussich se encuentra en Punta Ballena, en el departamento de Maldonado, a 128 km de la ciudad de Montevideo y a 15 km de Punta del Este, sobre Camino Lussich en Ruta 38 (a 300 m de la Ruta 93, por la cual se accede al mismo).

## Historia
El 5 de octubre de 1896, Antonio Lussich, propietario de una empresa de salvamento marítimo, compró un terreno de 1800 ha, que se extendían desde el Arroyo el Potrero a la Sierra de la Ballena y del Río de la Plata a la Laguna del Sauce, en el que entonces existían sólo rocas y dunas de arena.
Al año siguiente Antonio Lussich emprendió los trabajos de forestación que tenían como finalidad, por un lado.
Para ello Antonio Lussich gracias a la empresa de salvamento marítimo y a los contactos obtenidos a nivel mundial por ésta, pudo obtener semillas y plantones de todos los continentes. En un hecho sin precedentes para la época compró plantas y árboles de todas las regiones del mundo, y próximo a la casona que fuera su residencia, construyó sombráculos para las plantas y pajareras para las aves traídas de todo el mundo.
La parte este de la sierra, al abrigo de los vientos más fuertes del suroeste, era el lugar para la preparación de almácigos y vivero. Una vez germinadas y con cierto desarrollo, las plantas eran llevadas por millares al otro lado de la sierra, ésta sin resguardo.
Los primeros en ser plantados fueron Tamarix, pinos marítimos, Eucalyptus y la Acacia trinervis para luchar contra el viento y la arena. Después se introdujeron durante 30 años las especies más diversas.
En diciembre de 1979, 182 ha pasan a manos de la Intendencia Municipal de Maldonado, que luego de ser reacondicionadas, son abiertas al público.
En 1990 se agregan 10 ha más hasta las 192 ha que actualmente tiene el parque.

## Características forestales
El Arboretum Lussich es, a nivel mundial, una de las reservas forestales artificiales con mayor diversidad de especies importadas y aclimatadas localmente.
En las últimas décadas, una de las especies que fueron importadas, una variante de pittosporum o «falso laurel», invade la casi totalidad del subbosque, impidiendo que las especies inicialmente plantadas en cada zona del bosque se regenere adecuadamente.

## Colecciones
El Arboretum Lussich cuenta con más de 400 especies exóticas y alrededor de 60 autóctonas de Uruguay.
Entre algunas de los numerosos géneros de árboles representados, son de destacar:
- Abies, 6 especies.
- Acacia, 8 especies.
- Cupressus, 9 especies.
- Eucalyptus, 45 especies.
- Juniperus, 10 especies.
- Pinus, 20 especies.
- Quercus, 16 especies.
- Thuja, 4 especies.